# Drogomira
Drogomira, Drogmira, Dragomira, Drahomira, Drohomira, Dargomiera – słowiańskie imię żeńskie, złożone z członów Drogo- ("drogi") i -mir ("pokój, spokój, dobro"). Mogło ono oznaczać "ta, której drogi jest pokój". Odpowiednik męskiego imienia Drogomir i podobnych.
Drogomira imieniny obchodzi 18 lipca, 9 września, 17 listopada i 22 grudnia.

## Znane osoby o tym imieniu
- Drahomira – pogańska czeska księżniczka, żona Wratysława I, matka Bolesława i Wacława zwanego Świętym.